# Gabrielle Elyse
Gabrielle Elyse (Texas, 19 novembre 1996) è un'attrice e doppiatrice statunitense.

## Biografia
Nata da genitori di origini sudafricane e coreane, l'attrice appassionata del cinema all'età di 4 anni e di matematica in seguito ha esordito a Broadway in molti spettacoli, diverse volte, a partire dal 2009, ha esordito in TV con una piccola parte in un episodio della serie televisiva poliziesca Rizzoli & Isles, diventa nota internazionalmente per la sit-com Nicky, Ricky, Dicky & Dawn nel ruolo di Josie. 

## Filmografia
- Rizzoli & Isles, 1 episodio (2013)
- Nicky, Ricky, Dicky & Dawn, 12 episodi (2014-2015)
- Austin & Ally, 2 episodi (2015)
- I Thunderman, 3 episodi (2015-2016)
- Teen Wolf, stagione 6 (2017)

## Doppiatrici italiane
Nelle versioni in italiano delle opere in cui ha recitato, Gabrielle Elyse è stata doppiata da:
- Eleonora Arzani in Liv e Maddie
- Loretta Di Pisa in Nicky, Ricky, Dicky & Dawn
- Monica Bonetto ne I Thunderman